# Духовщина
Духовщина — місто в Росії, адміністративний центр Духовщинського району Смоленської області.

## Географія

### Розташування
Місто розташоване на річці Востіца (басейн Дніпра), за 57 км від Смоленська.

## Історія
XIII — поч. XIV ст.: На місці сучасного міста існував жіночий монастир Святого Духа.
XV: навколо монастиря сформувалася Духовська слобода. Поселення входило до складу Великого Князівства Литовського і було центром волості.
З 1654 потрапило під владу Московії.
1777 року Духовська слобода отримала статус міста і повітового центру Смоленської губернії.
За даними на 1859 рік у повітовому місті Духовщинського повіту Смоленської губернії мешкало 2881 особа (1434 чоловічої статі та 1447 — жіночої), налічувалось 418 дворових господарств, існувала православна церква, відбувалось 4 ярмарки на рік.
12 лютого 1863 складено проєкт міського герба «в срібному полі червоні троянди».
За переписом 1897 року кількість мешканців зросла до 3109 осіб (1544 чоловічої статі та 1565 — жіночої), з яких 2981 — православної віри.
1918 року увійшло до складу проголошеної Білоруської Народної Республіки.
З 1 січня 1919 за постановою першого з'їзду КП (б) Білорусі увійшла до БРСР, центр повіту Смоленського району.
16 січня 1919 більшовики відібрали місто разом з іншими етнічно білоруськими територіями до складу РРФСР.
15 липня 1941 — 19 вересня 1943: у роки Другої Світової перебувало під окупацією.

## Економіка
У місті працює сироробний завод, хлібокомбінат, ліспромгосп «Духовщінський» (заготівля деревини, виробництво пиломатеріалів). Приватне підприємництво.

## Визначні пам'ятки
- Храм Зіслання Святого Духа (1811–1819 рр., провінційний класицизм)

- Пам'ятники Петру Козлову і князеві Потьомкіну (народився у садибі Чижово, нині в Духовщинському районі)

- Меморіали на честь загиблих під час Другої світової війни

## Духовщинське міське поселення
До складу поселення, окрім міста Духовщини, входить селище Льонозавод. Чисельність населення — 4600 чоловік, площа — 10,94 км². Поселення розташоване в західній частині району. Межує:
- на півдні — Третьяковське сільське поселення
- на півдні та заході — Бабинське сільське поселення
- на півночі — Булгаковське сільське поселення

## Відомі особи
- Козлов Петро Кузьмич (1863-1935) — видатний географ, академік Академії наук УРСР